# 風童じゅん
風童 じゅん（ふどう じゅん）は、日本の漫画家。

## 略歴
1990年、｢最終楽章からはじめよう｣で月刊少年マガジン新人賞に入賞。同作品は同年10月号に掲載された。
1992年、『月刊少年マガジン』に連載した「HAYATE」でデビュー、この時代のF1をリアルに描いた。
その後も『月刊少年マガジン』で連載を持ち、テニス漫画「GUT's」は「HAYATE」を上回るコミックス17巻を発売、自転車漫画「バイキングス」もコミックス8巻を発売。

## 人物
- F1ファンであり、ナイジェル・マンセルのファンである。草野球の背番号も5番で、一人だけ数字が赤い（マンセルのカーナンバーも赤字の5だったため）。
- 「HAYATE」の作品中で時期的にアイルトン・セナの事故死に触れなければならず、ファンからの「作品内だけでも（セナを）生かし続けてほしい」という声に悩んだが、結局セナの事故死も描写した。その理由に、「死んでしまったはずの人間を死んでいないことにして描き続けるのは、「HAYATE」の仕事ではない。偽りのセナを平然と生かし続けることは、セナを尊敬する人間のひとりとして、どうしても許せなかった」とコミックス内で語っている。なお、同じ回では同一レースの予選で事故死したローランド・ラッツェンバーガーについても触れている。
- そのセナとは、鈴鹿の記者会見場でたまたまセナが風童の前に座り、その際にツーショット写真を撮影したことがある。
- 自らを「チャリバカ」と称するほど自転車好き。以前、埼玉県内に作業場を構えていた際は、自宅、作業場、講談社と、基本的には自転車で移動していた。
- 毎年のように「シマノ鈴鹿ロードレース」に参戦しているが、2007年度は渋滞に巻き込まれスタートに間に合わず、2008年はデグナーで落車に巻き込まれる（それでも完走はした）など、あまりいい目には遭っていない。
- 辛いものが好物。すでに普通に辛いものでは辛さを感じなくなっているそうで、海外産のとんでもなく辛いスパイスを用いなければならないほど。カレーも好物で、春先にCoCo壱番屋で行われる『ココイチイヤースプーンプロジェクト』では毎年スプーンをもらっている。
- かつて同じ講談社の漫画家であるとだ勝之のアシスタントをしており、今でも懇意。現在も互いに公私でサポートし合っている。
- フランス料理が苦手。理由は「いっぺんに持ってこないから」。
- 公式サイトの掲示板では書き込んだ人全員にきちんとコメントを返している。本人参加のオフ会も度々開催される。

## 作品リスト
- HAYATE（1992年7月号 - 月刊少年マガジン増刊GREAT1997年3月号）月刊少年マガジン
- GUT`S（1998年6月号 - 2003年12月号）月刊少年マガジン
- バイキングス（2006年5月号 - 2008年10月号）月刊少年マガジン
- しょくだま（2017年9月 - ）スキマ
- そら色ウォール（2018年6月 - ）スキマ

## 師匠
- とだ勝之
- 八神ひろき

## アシスタント
- なかざき冬
- 宮崎かずしげ
- 後藤伸正
- 飛永宏之
- 田畑由秋